# Kanton Chambéry-Sud
Kanton Chambéry-Sud is een voormalig kanton van het Franse departement Savoie. Kanton Chambéry-Sud maakte deel uit van het arrondissement Chambéry en telde 13 045 inwoners in 1999. Het werd opgeheven bij decreet van 27 februari 2014 met uitwerking op 22 maart 2015.

## Gemeenten
Het kanton Chambéry-Sud omvatte de volgende gemeente:
- Chambéry (deels)